# 黃建東
黃建東（英語：Derek Wong Kin Tung，1981年7月26日—），原籍廣東花縣（今廣州市花都區），香港男演員，曾為香港話劇團全職演員及紐約中文電台AM1480節目主持，現爲無綫電視經理人合約男藝人。他曾參與2011年香港先生選舉，獲得「演藝潛能大獎」獎項。後因在2014年電視劇《食為奴》飾演「九阿哥」一角戲份頗重而爲人熟悉。2016年因二次創作日本洗腦歌《PPAP》廣東話粗口諧音版而人氣急升，歌詞Pork Lego Guy更成為一時佳話。2019年二次創作陳偉霆Chanel廣告《What Time is it?》，人氣再度急升。2022年參加全能司儀選拔大賽勇奪冠軍並擔任《萬千星輝賀台慶》大會司儀之一，以及首次於《萬千星輝頒獎典禮》獲提名飛躍進步男藝員並晉身最後五強。

## 個人經歷

### 早年生活
黃建東早年在山頂生活，有一名胞弟，母親為舞蹈教練。他畢業於喇沙小學、喇沙書院（1998年中五）以及中華基督教會基協中學。他就讀小學期間是童軍，升讀預科期間則是聯合國青年大使。他曾參與校際歌唱比賽、任活動司儀和學生會幹事，同期獲選參加由香港青少年協會和國泰航空合作的南非交流團活動。他其後在紐約州立大學法多尼亞（Fredonia）分校修讀四年制戲劇系學士課程，主修演戲，終以高級榮譽畢業。黃建東畢業後居住在紐約巿兩年，期間參與了多個百老匯小型製作和讓他獲得亞軍的紐約華語電台全能唱片騎師比賽。百老匯外的演出《柬埔寨激動劑》為他帶來了簽約當地經理人的機會，更可以加入美國演員公會「演員權益協會」，成為受到保障的美國工會演員。為了爭取更多演出機會，他曾參與了獨立電影、廣告以及莎士比亞舞台劇的試鏡項目，但因不夠收入糊口，所以他同時任職存檔文員、翻譯員、侍應和珠寶店保安。

### 演藝發展
2006年，黃建東回港參加第25屆新秀歌唱比賽，最後入圍50強。不久後，他應徵香港話劇團全職演員，最終與韋羅莎一同獲藝術總監毛俊輝取錄。由2007年起，他在劇團演出至2010年。由於不習慣香港劇團的演練方式，他對演戲的信心減少，並有意轉向電視電影界發展。此後一年間，即2010年至2011年，他主要從事自由身工作，如在海洋公園任萬聖節司儀及演員。適逢無綫電視在2011年舉辦香港先生選舉，他參選且獲得演藝潛能大獎及地區公投「Pose王」獎 ，從而簽約成為無綫電視基本藝人合約男藝員，未幾獲派擔任娛樂新聞台主持一年多。他於2013年開始參演多部電視劇集。2014年，他憑首部電視劇《食為奴》飾演的九阿哥而受到關注。2016年，他二次創作PPAP學廣東話獲網上瘋傳而廣為人熟悉；2019年二次創作陳偉霆Chanel廣告《What Time is it?》，人氣再度急升。2018年，他憑big big channel劇集《降魔的番外篇首部曲》獲提名《2017香港電視大獎》男主角奬（迷你劇、單元劇、特別劇、網絡劇）。2021年6月改為經理人合約。
黃建東現時為演員、司儀、唱作歌手、編導和戲劇導師，亦是香港作曲家及作詞家協會（CASH）會員。

### 圈中好友
黃建東之圈中好友包括楊明、王君馨、衞蘭、袁偉豪、譚俊彥等藝人。

## 演出作品
*以下列表只記錄黃建東演出過的影視作品，若有遺漏，請協助補充相關資料。

### 電視劇（無綫電視）
| 首播         | 名稱                 | 角色                                                                     | 備註                                                        |
| 2013至2015年 | 愛·回家 (第一輯)     | 丁志杰 工人 拜山人士 情侶 Kris Band房業主 酒店餐廳工作的待應 黃仔 常保森 | 第290集 第321集 第484集 第527集 第548集 第578-579集 第803集 |
| 2013年       | 情逆三世缘           | CID警員                                                                  |                                                             |
| 2013年       | 神鎗狙擊             | 亞洲狙擊手                                                               | 第10集                                                      |
| 2013年       | 巨輪                 | Eric                                                                     | 第30集                                                      |
| 2013年       | 法外風雲             | 律師                                                                     | 第5集                                                       |
| 2013年       | 舌劍上的公堂         | 施富                                                                     |                                                             |
| 2014年       | 食為奴               | 愛新覺羅·胤禟                                                            |                                                             |
| 2014年       | 女人俱樂部           | Peter                                                                    | 第11、15集                                                  |
| 2014年       | 點金勝手             | 棱鋭保安                                                                 |                                                             |
| 2014年       | 寒山潛龍             | 曹師爺                                                                   |                                                             |
| 2014年       | 忠奸人               | 高哲明                                                                   |                                                             |
| 2014年       | 载得有情人           | 盧醫生                                                                   |                                                             |
| 2014年       | 大藥坊               | 王局長手下                                                               |                                                             |
| 2014年       | 飛虎II               | 蘇洪                                                                     | 第2集                                                       |
| 2014年       | 老表，你好hea！      | 容材                                                                     |                                                             |
| 2014年       | 名門暗戰             | 楊晉安                                                                   |                                                             |
| 2014年       | 醋娘子               | 周少爺                                                                   | 第1集                                                       |
| 2014年       | 八卦神探             | 律師                                                                     |                                                             |
| 2015年       | 宦海奇官             | 雙喜月老闆之侄兒                                                         | 第15集                                                      |
| 2015年       | 師奶MADAM            | 經紀陳                                                                   |                                                             |
| 2015年       | 四個女仔三個BAR      | 心理輔導員                                                               |                                                             |
| 2015年       | 天眼                 | 咖啡店經理                                                               |                                                             |
| 2015年       | 水髮胭脂             | 律師                                                                     |                                                             |
| 2015年       | 鬼同你OT             | 劉先生                                                                   | 第5集                                                       |
| 2015年       | 拆局專家             | 流氓                                                                     |                                                             |
| 2015年       | 樓奴                 | 眼科醫生                                                                 |                                                             |
| 2015年       | 收規華               | 文雀                                                                     |                                                             |
| 2015年       | 陪著你走             | 陸長江                                                                   | 第6集                                                       |
| 2015年       | 枭雄                 | 陸敬泉                                                                   |                                                             |
| 2015年       | 無雙譜               | 工人                                                                     |                                                             |
| 2015年       | 張保仔               | Bowie手下                                                                |                                                             |
| 2015年       | 東坡家事             | 護院                                                                     | 第28集                                                      |
| 2015年       | 刀下留人             | 神秘人                                                                   |                                                             |
| 2015年       | 實習天使             | 辯方律師                                                                 |                                                             |
| 2015至2016年 | 愛·回家 (第二輯)     | 兇惡導演 獸醫                                                            | 第850集 第949集                                             |
| 2016年       | 公公出宮             | 傅雪                                                                     |                                                             |
| 2016年       | 火線下的江湖大佬     | 王志豪                                                                   |                                                             |
| 2016年       | 殭                   | 賊人                                                                     | 第33集                                                      |
| 2016年       | 純熟意外             | John                                                                     |                                                             |
| 2016年       | 愛·回家之八時入席    | 導演 朱先生                                                              | 第48、61集 第147、175集                                     |
| 2016年       | 一屋老友記           | Andy                                                                     | 第5、11、16集                                               |
| 2016年       | 巨輪II               | 莊禮臣                                                                   |                                                             |
| 2016年       | 為食神探             | Kelvin                                                                   |                                                             |
| 2016年       | 律政強人             | 歐陽偉                                                                   |                                                             |
| 2016年       | 幕後玩家             | 董                                                                       | 第8集                                                       |
| 2016年       | 流氓皇帝             | 潦倒男子 鎮民                                                            | 第1集 第2集                                                 |
| 2016年       | 巾幗梟雄之諜血長天   | 佐藤                                                                     |                                                             |
| 2017年至今   | 愛·回家之開心速遞    | 申 迷你倉職員 Paul                                                       | 第40集 第256集 第888、983集                                 |
| 2017年       | 味想天開             | 麵檔老闆                                                                 | 第1集                                                       |
| 2017年       | 財神駕到             | 班劉民                                                                   | 第3集                                                       |
| 2017年       | 迷                   | 陳標 陳華                                                                |                                                             |
| 2017年       | 與諜同謀             | Leo                                                                      |                                                             |
| 2017年       | 我瞞結婚了           | 毛志權                                                                   |                                                             |
| 2017年       | 全職沒女             | 導演                                                                     | 第6集                                                       |
| 2017年       | 同盟                 | Nathan                                                                   | 第4集                                                       |
| 2017年       | 老表，畢業喇！       | 副校長                                                                   |                                                             |
| 2017年       | 雜警奇兵             | 狗主                                                                     | 第4集                                                       |
| 2017年       | 降魔的               | Jason                                                                    | 第2、8、20集                                                |
| 2017年       | 誇世代               | 医生                                                                     | 第40集                                                      |
| 2018年       | 平安谷之詭谷傳說     | 牛強健                                                                   |                                                             |
| 2018年       | 果欄中的江湖大嫂     | 李陸                                                                     |                                                             |
| 2018年       | 翻生武林             | 任我飛弟子                                                               |                                                             |
| 2018年       | 逆緣                 | Philip Chan                                                              | 第22-23、25集                                               |
| 2018年       | 是咁的，法官閣下     | 榮                                                                       | 第5、9-11集                                                 |
| 2018年       | 兄弟                 | Patrick                                                                  | 第2集                                                       |
| 2019年       | 白色強人             | ICU醫生                                                                  | 第6、10集                                                   |
| 2019年       | 十二傳說             | 羅煥豪                                                                   |                                                             |
| 2019年       | 牛下女高音           | 阿星                                                                     | 第15集                                                      |
| 2019年       | 丫鬟大聯盟           | 諸葛齊                                                                   |                                                             |
| 2020年       | 黃金有罪             | 鄺廣源                                                                   |                                                             |
| 2020年       | 機場特警             | 李力祥                                                                   |                                                             |
| 2020年       | 迷網                 | 精神病會計佬                                                             | 第1集                                                       |
| 2020年       | C9特工               | 黃根（豆腐黃）                                                           |                                                             |
| 2021年       | 陀槍師姐2021         | 李志隆（GD）                                                             |                                                             |
| 2021年       | 失憶24小時           | 蘇德正（Ted）                                                            |                                                             |
| 2021年       | 愛美麗狂想曲         | 文強                                                                     |                                                             |
| 2021年       | 逆天奇案             | 楊俊希                                                                   | 第2-3集                                                     |
| 2021年       | 把關者們             | 趙子龍                                                                   |                                                             |
| 2021年       | 我家無難事           | Larry                                                                    |                                                             |
| 2022年       | 鐵拳英雄             | 鄭成勳                                                                   |                                                             |
| 2022年       | 金宵大廈2            | 李茂安（茂利安） Leo Man                                                 | 單元五：《對倒》第9-10集 第11集                             |
| 2022年       | 童時愛上你           | 古泰朗                                                                   |                                                             |
| 2022年       | 回歸光影頌: 我的驕傲 | 阿強                                                                     |                                                             |
| 2022年       | 痞子殿下             | 司馬定國 司馬安邦                                                        |                                                             |
| 2022年       | 美麗戰場             | Richard                                                                  |                                                             |
| 2022年       | 下流上車族           | 陳安慶                                                                   |                                                             |
| 2023年       | 法言人               | 軒少                                                                     |                                                             |
| 2023年       | 靈戲逼人             | 音樂總監                                                                 |                                                             |
| 2023年       | 妳不是她             | Hugo                                                                     |                                                             |
| 2024年       | 本尊就位             | 谷世祥                                                                   |                                                             |
| 2024年       | 反黑英雄             | 林哲                                                                     |                                                             |
| 2024年       | 黑色月光             | 蘇彼德                                                                   |                                                             |
| 2025年       | 痞子無間道           | 李恩住                                                                   |                                                             |
| 2025年       | 奪命提示             | 陳榮                                                                     |                                                             |

### 電影
- 2014年：《販賣・愛》 飾 便利店員工
- 2015年：《猛龍特囧》 飾 原建東
- 2016年：《神探茄喱啡》 飾 如豬
- 2016年：《夜迷藏》 飾 超哥好友
- 2016年：《沒有傍晚的後天》 飾 肥波
- 2017年：《"敷"喚愛情要有伴》 飾 國民網紅
- 2017年：《有罪》 飾 未婚夫
- 2017年：《香港蘭桂坊》 飾 徐東
- 2017年：《醉爆閨蜜》飾 遊艇船長
- 2017年：《1/8》 飾 爸爸
- 2019年：《P風暴》 飾 電訊公司員工
- 2020年：《一路瞳行》飾 眼科醫生

### 二次創作
創作/導演/演出（自編自導自演）
- 2016年：《PPAP廣東話》
- 2016年：《PPAP印度表姨》
- 2016年：《I've got a GF》
- 2017年：《高潮黃建東 vs 3000呎林作》
- 2017年：《“啜”主席要做嘉賓！》（為彭家麗演唱會宣傳）
- 2017年：《龍哥打邊爐》
- 2019年：陳偉霆Chanel廣告《What Time Is It?》
- 2020年：《豬扒咪亂試》（原曲：王君馨《Casada》）
- 2022年：《如果速遞員化身外傭姐姐》

### 音樂錄像
- 2009年: 吳彤 - 老牛聲
- 2014年: Dear Jane - 一去不返
- 2017年: 蘇慧恩 - 又情人節
- 2020年：劉晨芝 - 幸福的眼淚

### 舞台劇
- 2007年-2010年：香港話劇團 駐團演員，演出作品包括：

- 《萬家之寶》
- 《暗戀桃花源》
- 《遍地芳菲》
- 《奇幻聖誕夜》（英語版）
- 《德齡與慈禧》（國語版）
- 《水中之書》
- 《捕月魔君》
- 《梨花夢》
- 《家庭保衛隊》
- 《頂頭鎚》
- 《少男赤裸私誌》自編自導自演獨腳戲
- 《安娜與陳七》一人分飾19角
- 2019：《但願人長久》
- 2021：《老公你好悶呀》飾演男主角Paul

### 網絡劇（Big Big Channel）
- 2017年：降魔的番外篇 - 首部曲 飾 高古尼
- 2018年：我老細唔係人 飾 救生員/變態佬

### 網絡劇（其他）
- 2019年：PTU機動部隊 飾 律師

### 節目主持（無綫電視）
- 2011年至2016年：TVB娛樂新聞台（固定主持之一）
- 2012年至2014年：問問Master JoeAI Derek
- 2014年至2016年：新派煮意（為食台）
- 2014年至2015年：猩猩同學會
- 2017年：粵講粵㜺鬼3
- 2018年：生活100錯
- 2019年：識玩旅行團
- 2019年：絕世港佬
- 2020年：星光熠熠耀保良 大會司儀
- 2021年：週末幫你慳啲啦
- 2022年：虎躍騰飛迎新歲 大會司儀
- 2022年：萬千星輝賀台慶 大會司儀
- 2023年：澳門旅遊局呈獻：兔躍盛世歡樂春節花車匯演 主持
- 2023年：歡樂滿東華2023 司儀
- 2024年：慈善星輝仁濟夜 主持
- 2024年：騰龍運鑽花車匯演 主持
- 2025年：博愛歡樂傳萬家 主持

### 政府宣傳片
- 2021年：職業安全健康局 平安郁

## 廣告
| 年份   | 產品                                              |
| 2007年 | 易拭潔                                            |
| 2009年 | 關注子宮頸癌                                      |
| 2016年 | EC982搞殯儀SoEasy                                 |
| 2017年 | 大家樂                                            |
| 2019年 | 富達MPF                                           |
| 2020年 | 中國移動                                          |
| 2020年 | 50惠男士育髮精華                                  |
| 2021年 | 御藥堂Melty Enz 溶腩酵素                          |
| 2022年 | 職安局平安郁(黃建東作曲/填詞/創作/導演/監製/編舞) |

## 曾獲獎項及提名
| 年份      | 獎項                                   | 結果                 |
| --------- | -------------------------------------- | -------------------- |
| 2011年    | 2011香港先生選舉                       | 最具演藝潛能大獎     |
| 2016年    | Yahoo!搜尋人氣大獎2016                 | 網上熱爆歌曲PPAP     |
| 2016年    | E+娛樂                                 | 最有創意網絡紅人大奬 |
| 2018-19年 | 騰訊大粵網                             | 最具創意藝人大獎     |
| 2022年    | 全能司儀選拔大賽2022                   | 冠軍                 |
| 2022年    | 萬千星輝頒獎典禮2022「飛躍進步男藝員」 | 最後五強             |
| 2024年    | 福祿壽訓練學院                         | Top Student (兩次)   |

## 外部連結
- 黃建東的Facebook專頁
- 黃建東的新浪微博
- 黃建東的Instagram帳戶